# إيسيه فوتاماتا
إيسّيه فوتاماتا (二又一成 فوتاماتا إيسّيه) هو مؤدي أصوات ياباني ولد في 15 مارس 1955 في محافظة آوموري.

## أدواره في الأنمي

### مسلسلات أنمي تلفزيونية
- هنتر x هنتر (2011) - الراوي
- يو يو هاكوشو - أورا أوراشيما، كايدو, هيروي
- ذا بيغ أو - ألان غابرييل
- جنود السايبورغ - رقم 10
- ديث نوت - كيوسكي هيغوتشي
- إينوياشا - تيسّو
- هيوكا - ناكاتاكي
- التلميذ الأقوى في التاريخ كينيتشي - كينسيه ما
- رانما ½ - هيكارو غوسونكوغي
- سبيد غرافر - هيداكا
- جوشين إنبو - شيميه
- غايست كراشر - هايجيرو هاينو
- كاشرن سينز - داي
- كود غياس: لولوش المتمرد - كوستسو أورابي
- كود غياس: لولوش المتمرد R2 - كوستسو أورابي
- هاجيمي نو إيبو - مدير نادي هاتشينوهي
- المقاتل المتنقل جي جاندام - تشاندرا شيجيما
- سلايرز نكست - غانزل
- مصارع السومو الجريء ماتسوتارو!! - أستاذ شيمادا، الراوي
- الوحوش الطفيلية: ثوابت النجاة - شيرو كوراموري
- الشرطي المتنقل باتليبر - ميكياسو شينشي
- سينت سيا - سكيلا إيو
- معرض الفن المزيف - دونالدسون

### أوفا أنمي
- كاشان - أكبون

### أفلام أنمي
- الشرطي المتنقل باتليبر - ميكياسو شينشي
- إمبراطورية الجثث - الراوي
- فيلم هنتر x هنتر: فانتوم روج - كبير عشيرة كورتا
- فيلم هنتر x هنتر: ذا لاست ميشن - غارسيا

## أدواره في ألعاب الفيديو
- ميجا مان 8 - أوتو، غرينيد مان، أسترو مان

## أدواره في الدبلجة اليابانية
- ليباوسكي الكبير - دوني

## وصلات خارجية
- إيسيه فوتاماتا على موقع IMDb (الإنجليزية)
- إيسيه فوتاماتا على موقع ميوزك برينز (الإنجليزية)
- إيسيه فوتاماتا على موقع ديسكوغز (الإنجليزية)
- إيسيه فوتاماتا على موقع قاعدة بيانات الفيلم (الإنجليزية)
- إيسيه فوتاماتا على موقع كينوبويسك (الروسية)
- إيسيه فوتاماتا على موقع ANN person (الإنجليزية)